# NBA-Draft 1978
In dieser Liste werden die Ergebnisse des NBA-Drafts 1978 dargestellt. Dies ist eine Veranstaltung der Basketballliga NBA, bei der die Teams der Liga die Rechte an verfügbaren Nachwuchsspielern erwerben können. Meistens kommen die gedrafteten Spieler direkt vom College, aber auch aus Ligen außerhalb Nordamerikas und früher auch von der Highschool.
Der bekannteste aus dem NBA-Draft 1978 hervorgegangene Spieler ist wohl Larry Bird. Dieser schaffte es als einziger Spieler neben Bill Russell und Wilt Chamberlain in drei aufeinander folgenden Spielzeiten zum MVP.

## Runde 1
| Pick | Spieler (Position)          | Nationalität       | NBA Team               | vorheriges Team/College |
| ---- | --------------------------- | ------------------ | ---------------------- | ----------------------- |
| 1    | Mychal Thompson (C)         | Bahamas            | Portland Trail Blazers | Minnesota               |
| 2    | Phil Ford (PG)              | Vereinigte Staaten | Kansas City Kings      | North Carolina          |
| 3    | Rick Robey (C)              | Vereinigte Staaten | Indiana Pacers         | Kentucky                |
| 4    | Micheal Ray Richardson (SG) | Vereinigte Staaten | New York Knicks        | Montana                 |
| 5    | Purvis Short (SF)           | Vereinigte Staaten | Golden State Warriors  | Jackson State           |
| 6    | Larry Bird (PF/SF)          | Vereinigte Staaten | Boston Celtics         | Indiana State           |
| 7    | Ron Brewer (SG)             | Vereinigte Staaten | Portland Trail Blazers | Arkansas                |
| 8    | Freeman Williams (SG)       | Vereinigte Staaten | Boston Celtics         | Portland State          |
| 9    | Reggie Theus (SG/PG)        | Vereinigte Staaten | Chicago Bulls          | UNLV                    |
| 10   | Butch Lee (PG)              | Puerto Rico        | Atlanta Hawks          | Marquette               |
| 11   | James Hardy (PF)            | Vereinigte Staaten | New Orleans Jazz       | San Francisco           |
| 12   | George L. Johnson (SF/PF)   | Vereinigte Staaten | Milwaukee Bucks        | St. John’s              |
| 13   | Winford Boynes (SG/SF)      | Vereinigte Staaten | New Jersey Nets        | San Francisco           |
| 14   | Roger Phegley (SG/SF)       | Vereinigte Staaten | Washington Bullets     | Bradley                 |
| 15   | Mike Mitchell (SF)          | Vereinigte Staaten | Cleveland Cavaliers    | Auburn                  |
| 16   | Jack Givens (SF)            | Vereinigte Staaten | Atlanta Hawks          | Kentucky                |
| 17   | Rod Griffin                 | Vereinigte Staaten | Denver Nuggets         | Wake Forest             |
| 18   | Dave Corzine (C)            | Vereinigte Staaten | Washington Bullets     | DePaul                  |
| 19   | Marty Byrnes (SF)           | Vereinigte Staaten | Phoenix Suns           | Syracuse                |
| 20   | Frank Sanders (SG/SF)       | Vereinigte Staaten | San Antonio Spurs      | Southern                |
| 21   | Mike Evans (PG)             | Vereinigte Staaten | Denver Nuggets         | Kansas State            |
| 22   | Raymond Townsend (PG)       | Vereinigte Staaten | Golden State Warriors  | UCLA                    |